# Castle of Miranda de Ebro
Castle of Miranda de Ebro är ett slott i Spanien.   Det ligger i provinsen Provincia de Burgos och regionen Kastilien och Leon, i den norra delen av landet, 260 km norr om huvudstaden Madrid. Castle of Miranda de Ebro ligger 482 meter över havet.
Terrängen runt Castle of Miranda de Ebro är kuperad åt sydost, men åt nordväst är den platt. Runt Castle of Miranda de Ebro är det tätbefolkat, med 266 invånare per kvadratkilometer. Närmaste större samhälle är Miranda de Ebro, 0,71 km nordost om Castle of Miranda de Ebro. Trakten runt Castle of Miranda de Ebro består till största delen av jordbruksmark.